# FVgg 1903 Mainz-Mombach
FVgg 1903 Mainz-Mombach (kortweg FVgg 03 Mombach) is een Duitse voetbalclub uit Mainz, Rijnland-Palts, meer bepaald uit het stadsdeel Mombach.

## Geschiedenis
De club werd in 1903 opgericht als FC Mombach, Mombach werd pas in 1907 een stadsdeel van Mainz. De club sloot zich al snel bij de Zuid-Duitse voetbalbond aan. Op 16 augustus 1920 fuseerde de club met FC Viktoria 1910 Mainz-Mombach en nam zo de naam FVgg Mombach 03 aan. In 1921 speelde de club voor het eerst in de hoogste klasse van de Rijnhessen-Saarcompetitie. De competitie bestond uit vier reeksen die over twee seizoenen werd teruggebracht naar één reeks. Mombach werd vijfde op acht clubs en overleefde zo de eerste schifting niet. In 1932 promoveerde de club naar de hoogste klasse van de Hessense competitie en speelde nu in een competitie met onder andere 1. FSV Mainz 05, VfR Wormatia Worms en SV Wiesbaden 1899. Mombach werd zevende op tien clubs. Echter werd de competitie grondig geherstructureerd na dit seizoen door de NSDAP, de nieuwe machthebber in Duitsland. De Gauliga werd ingevoerd als hoogste klasse en enkel de top vier plaatste zich hiervoor waardoor Mombach terug naar de tweede klasse moest.
Tijdens de Tweede Wereldoorlog werden de activiteiten gestaakt en na de oorlog werden alle Duitse clubs ontbonden. De Franse bezetter verbood een heroprichting onder de oude naam en SG Eintracht Mombach werd op 24 april 1946 opgericht. Op 16 juli 1949 werd de club dan heropgericht onder de huidige naam. In 1960 promoveerde de club naar de Amateurliga, de derde klasse, en speelde daar tot 1972. Sindsdien is de club weggezakt in de anonimiteit van de laagste reeksen.